# Jestřábník okoličnatý
Jestřábník okoličnatý (Hieracium umbellatum) je jedním z mnoha druhů jestřábníků rostoucích v České republice. Jestřábník okoličnatý patří k nejmohutnějším i nejvíce rozšířeným. Během letního období vykvétá drobnými květními úbory žluté barvy.

## Rozšíření
Druh vyrůstá téměř v celé Evropě, neroste sice okolo Středozemního moře, ale zato zasahuje až za polární kruh. Směrem na východ se vyskytuje v mírném pásu celé Asie až do Japonsko, rozšířen je také v Severní Americe.
V ČR roste roztroušeně až hojně hlavně v nižších a středních polohách, ve výšce nad 1000 m jen vzácně. Nachází se obvykle na dobře odvodněných, neutrálních až kyselejších podkladech, vápencovým se vyhýbá. Nejčastěji je ke spatření na slunečných travnatých stráních, ve světlých listnatých lesích, na jejich okrajích a pasekách, v prosvětlených křovinách, na vřesovištích, písčinách i podél cest, obvykle v místech chudých na živiny. Snese i mírný polostín.

## Popis
Vytrvalá bylina vyrůstající z oddenku, má přímou, nahnědlou jednoduchou lodyhu, která dosahuje do výšky 20 až 100 cm. Ve spodní části je holá nebo má jednoduché štětinovité chlupy a v horní bývá řídce porostlá hvězdovými chlupy. Bazální listy chybí a na lodyze vyrůstá střídavě 10 až 40 tuhých, eliptických až kopinatých listů s klínovitou či zaoblenou bázi. Po obvodě jsou listové čepele s tupou špičkou celistvé nebo nepravidelně zubaté, někdy slabě podvinuté a drsně chlupaté, spodní strana má vyniklou žilnatinu a je světlejší než horní. Dolní listy mají kratičké řapíky a jejich čepele jsou dlouhé 5 až 10 cm a široké 1,5 až 2,5 cm. Listy se směrem vzhůru o něco zmenšují a řapíky se jim zkracují, horní listy jsou přisedlé.
Květní úbor se skládá z 30 až 80 žlutých kvítků, které v počtu 5 až 30 úborů vytvářejí květenství okolík. Tenké chlupaté stopky úborů jsou porostlé drobnými listeny, nejdelší střední stopka je dlouhá 10 až 30 mm. Sytě žluté až zlatožluté jazykovité kvítky s korunami dlouhými asi 10 mm a plochou ligulou s pěti zoubky o délce až 20 mm jsou oboupohlavné, žluté jsou i čnělky, rozvětvená blizna i pět tyčinek. Zvonkovitý zákrov vysoký okolo 10 mm má 12 až 20 tmavě zelených, střechovitě uspořádaných, lysých listenů; ty ve vnější řadě jsou v horní části nazpět prohnuté. Kvetou v červnu až září a semena dozrávají od srpna do října. Ploidie je 2n = 18.
Plodem jsou cylindrické nažky průměrně 3 mm dlouhé s 10 podélnými žebry, jsou zaoblené a mají fialovou nebo hnědou barvu. Dvouřadý chmýr o délce 6 mm je světle žlutý.
Rostliny se rozšiřují semeny šířenými větrem; k tvorbě semen dochází apomikticky. Jestřábník okoličnatý je značně proměnlivý a pravděpodobně na úrovni variety vytváří několik vnitrodruhových taxonů.

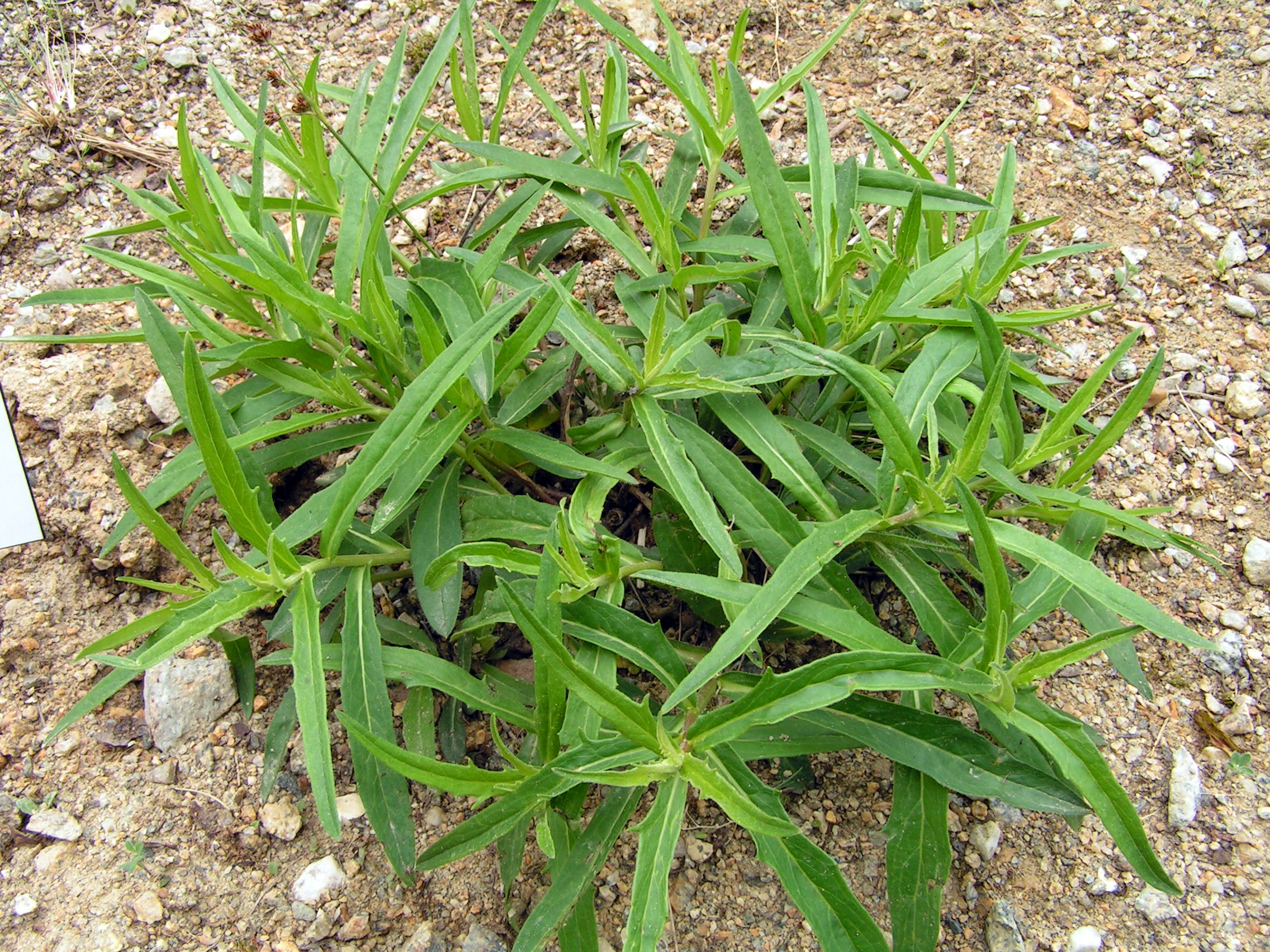
Mladé lodyhy
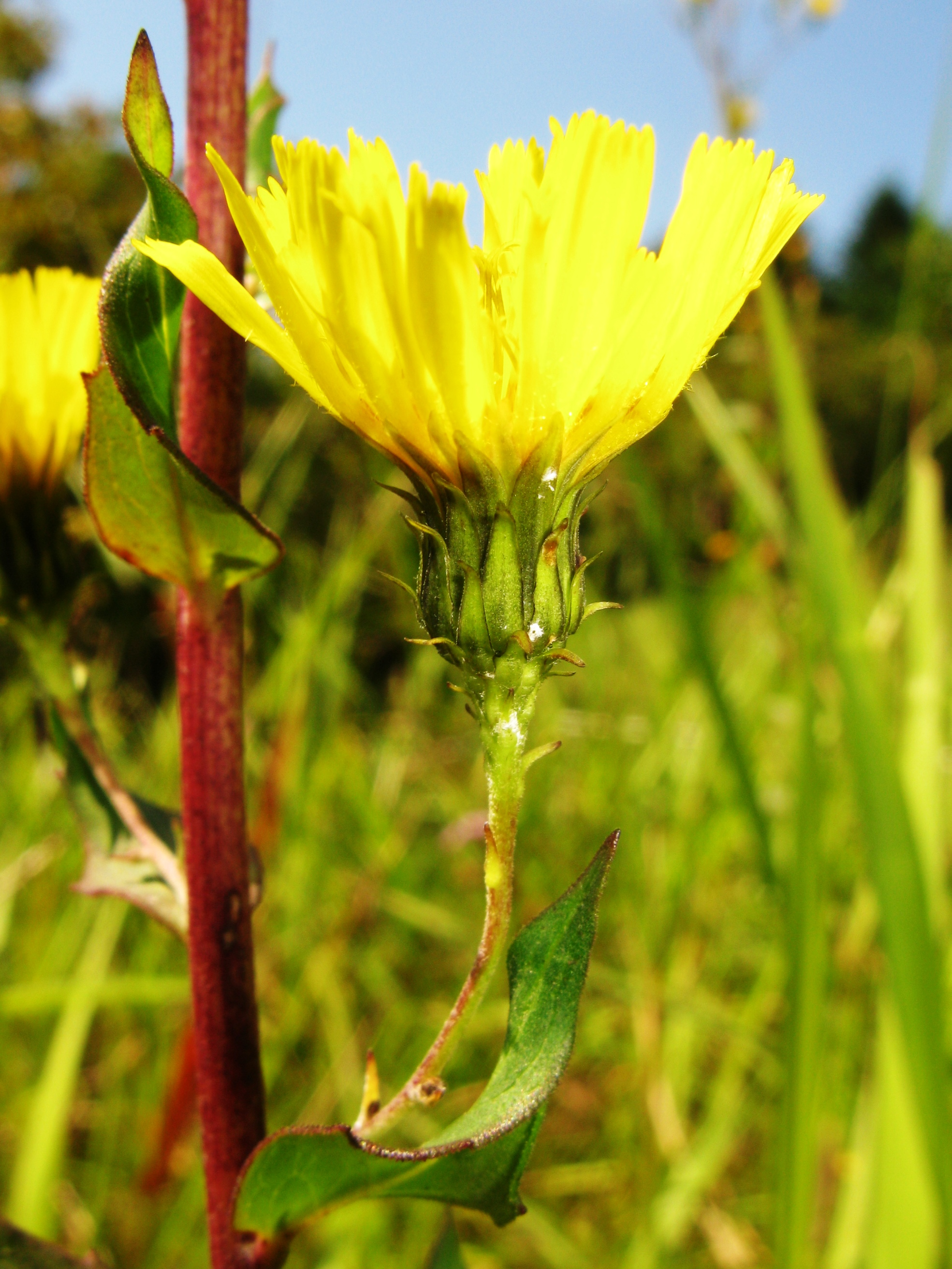
Zákrov a liguly
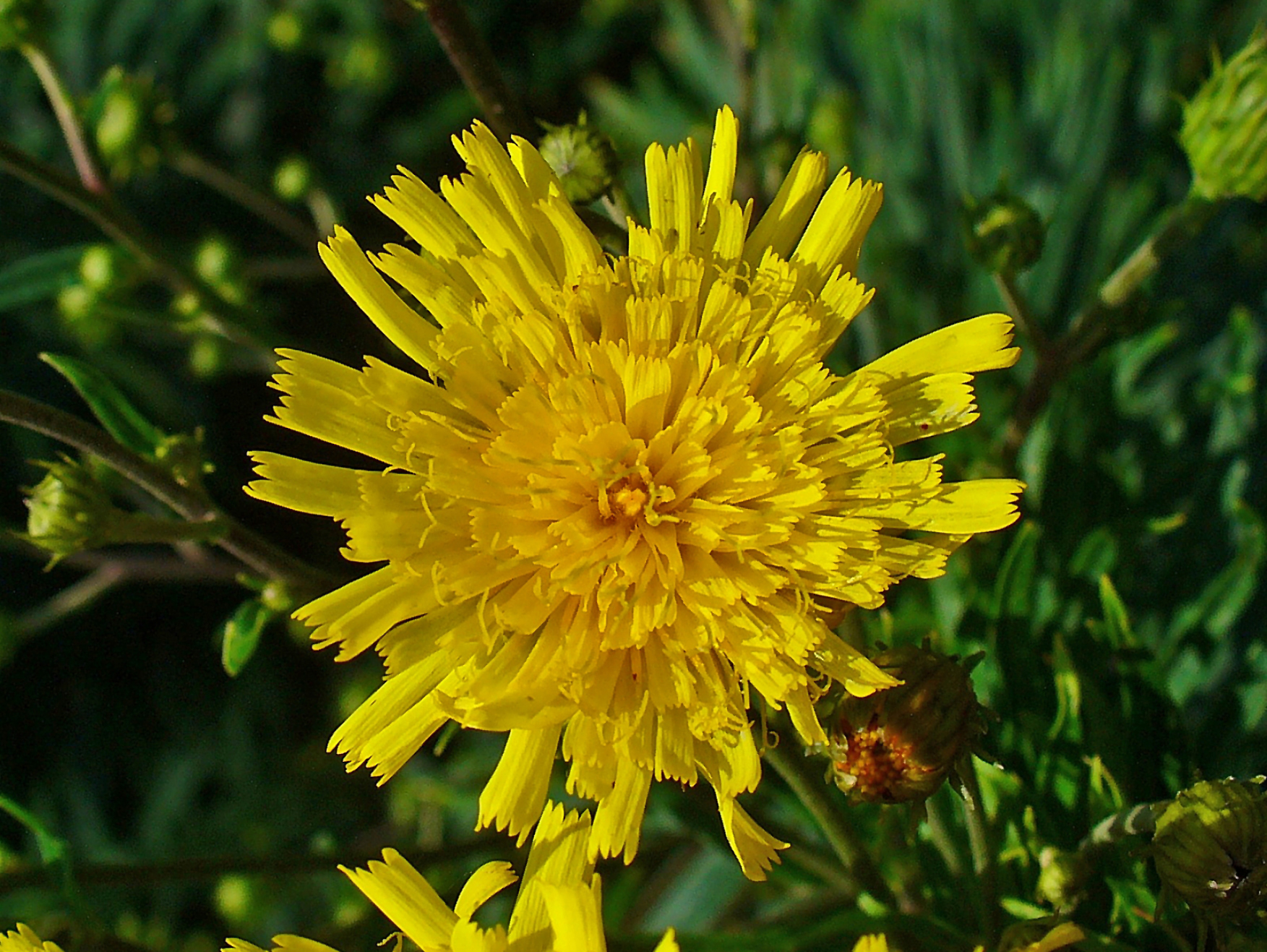
Úbor s jazykovitými květy
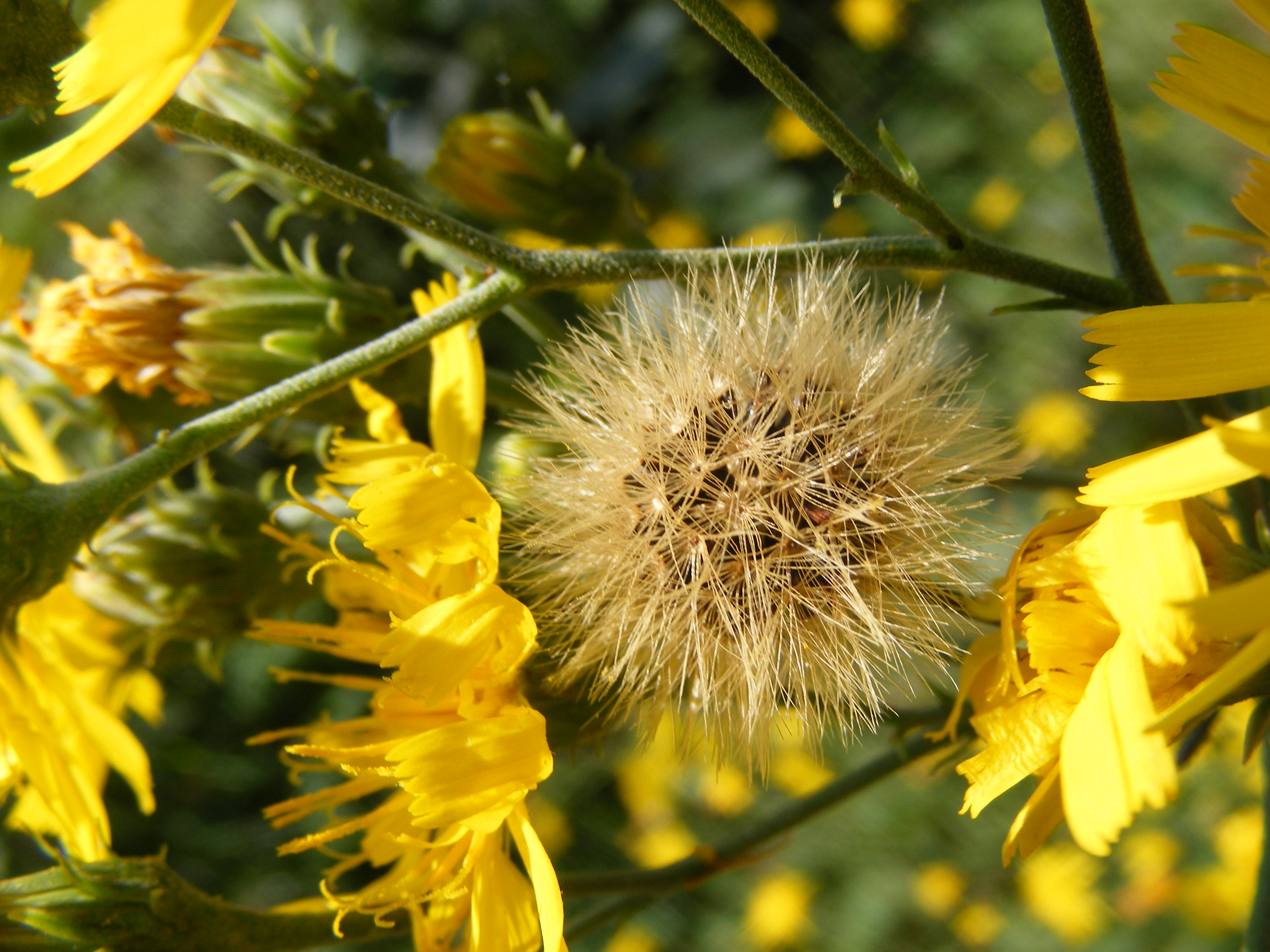
Nažky s chmýrem
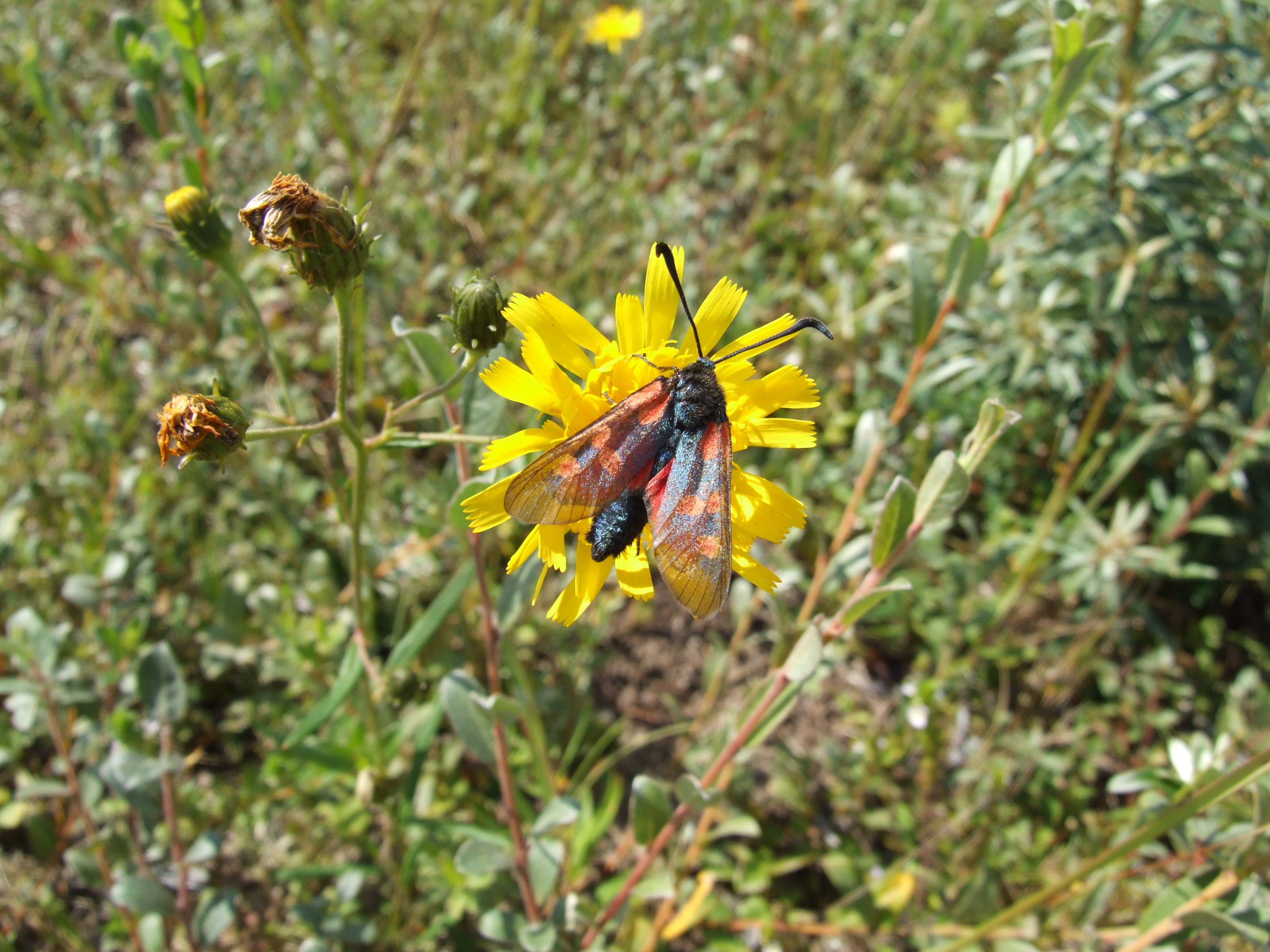
Hieracium umbellatum